# Astropecten fasciatus
Astropecten fasciatus is een kamster uit de familie Astropectinidae.
De wetenschappelijke naam van de soort werd in 1926 gepubliceerd door Ludwig Döderlein.